# Sant'Onofrio (Campli)
Sant'Onofrio è una frazione del Comune di Campli, in provincia di Teramo.

## Geografia e storia
Sita in un fondovalle, distante 7 km da Campli e 14 km da Teramo, Sant'Onofrio ha avuto un'espansione nel secondo dopoguerra.

## Monumenti e luoghi d'interesse
Sul territorio del Comune di Campli, si trova un antico convento dei Celestini, con refettorio affrescato, dedicato a Sant'Onofrio. L'edificio è stato di recente interessato da un progetto di restauro, realizzato anche in vista della istituzione di un Museo di arte sacra.

Primo Riccitelli

Nei giardini pubblici, in Piazza Madonna delle Vittorie, è collocata una statua in bronzo dedicata al compositore Primo Riccitelli, nato nella vicina frazione di Cognoli di Campli. Gli stessi giardini sono stati intitolati, dall'amministrazione comunale, a Riccitelli.

## Eventi
A giugno, dal 2015, si svolge l'AperiPost, uno street music show con musica diffusa e happy hour dislocati lungo la centrale via Divinangelo Mirabilii. 
Nel fine settimana della prima domenica di luglio la locale Pro Loco organizza, in Piazza Madonna delle Vittorie, la Festa del Peperone.
1. ↑   Musica e comicità con l’Aperipost, su Il Centro, 21 giugno 2024. URL consultato l'8 luglio 2024.
2. ↑   Redazione, Torna la Festa del Peperone a Sant’Onofrio di Campli, su Virtù Quotidiane - Il quotidiano enogastronomico, 2 luglio 2024. URL consultato l'8 luglio 2024.